# Guy Lombardo
Gaetano Alberto "Guy" Lombardo (19 de juny del 1902 – 5 de novembre del 1977) va ser el líder d'una banda de música i un violinista estatunidenc-canadenc.
Formant "The Royal Canadians" en el 1924 amb els seus germans Carmen, Lebert, i Victor i altres musics de la seua ciutat local, Lombardo va dirigir el grup al seu èxit internacional.